# H. L. A. Hart
Herbert Lionel Adolphus Hart (často jenom H. L. A. Hart, 18. června 1907, Harrogate – 18. prosince 1992) byl vlivný právní filosof 20. století. Byl profesorem právní vědy na Oxfordské univerzitě a stál v čele Brasenose College. Jeho nejznámější prací je Pojem práva (v originále Concept of Law).

## Život
Narodil se v roce 1907 v Harrogate. Jeho rodiči byli Rose Samson Hart a Simeon Hart. Z Harrogate se s rodiči přestěhoval do čtvrti East End v Londýně. Jeho otec byl úspěšný židovský krejčí německého a polského původu, jeho matka byla polského původu a dcerou úspěšného obchodníka. Hart měl staršího bratra Alberta a mladší sestru Sybilu.
Vzdělání získal na Cheltenham College na Brandford Grammar School a následně na New College v Oxfordu. Dosahoval vynikajících studijních výsledků.
Po svých studiích působil mezi léty 1932-1940 jako advokát. Během druhé světové války pracoval pro britskou kontrašpionáž MI5, kde mimo jiné znovu navázal přátelství s filosofy Gilbertem Rylem a Stuartem Hampshirem. Úzce spolupracoval s Dickem Whitem, který později vedl MI5 a MI6.
Po válce se nevrátil ke své právní praxi, ale přijal nabídku učit na New College v Oxfordu. Od roku 1948 vyučoval společně s J. L. Austinem seminář s názvem Legal and Moral Responsibility (Právní a morální odpovědnost). V roce 1952 se stal v Oxfordu profesorem právní vědy. V létě toho roku začal psát svou nejznámější knihu Pojem práva, která ovšem byla publikována až v roce 1961. V tomto mezidobí vydal svou další významnou práci Causation in the Law (1959). V letech 1959-1960 byl prezidentem Aristotelian Society. Mezi jeho studenty patřili významní právní a političtí filosofové Joseph Raz, Ronald Dworkin, Brian Barry, John Finnis a Neil MacCormick. V roce 1969 opustil místo profesora právní vědy (na toto místo za něj nastoupil Ronald Dworkin) a následně začal vést Brasenose College v Oxfordu.
Oženil se s Jenifer Fischer Williams, úřednicí na ministerstvu vnitra a pozdější historičkou na St Anne's College v Oxfordu. Byla v 30. letech 20. století členkou Komunistické strany Velké Británie. Byla kvůli tomu později vyslýchána kvůli podezření ze špionáže ve prospěch sovětů, ale nebylo proti ní vzneseno žádné obvinění. Měl s ní čtyři děti.

## Myšlení a dílo
Jeho myšlení bylo ovlivněno myšlenkami Johna Austina, Jeremyho Benthama a Ludwiga Wittgensteina. Šlo o představitel právního pozitivismu. V teorii práva se snažil využít postupy analytické filosofie (a to hlavně ty lingvistické). Tvrdil, že by teorie práva měla být deskriptivní a jazykově neutrální. Právo je podle něj výsledkem tvořivé lidské (volní) činnosti, není to nic, co by existovalo nezávisle na lidské vůli (tím se staví proti přirozenoprávním teoriím). Ačkoliv je právním pozitivistou, je podle něj možná situace, kdy soudce odmítne aplikovat platnou právní normu, protože je mimořádně nespravedlivá (navrhoval tento přístup namísto tzv. Radbruchovy formule, protože jeho přístup nezpochybňuje formální platnost „nemorálního“ práva). Připouští, že existuje tzv. minimální obsah přirozeného práva v právu pozitivním. Ten ale podle něj vychází z antropologických hledisek (např. lidé jsou zranitelní - právo trestá zabití, zdroje jsou omezené - právo chrání soukromé vlastnictví), ne z morálních soudů.